# Dermestes olivieri
Dermestes olivieri là một loài bọ cánh cứng trong họ Dermestidae. Loài này được Lepesme miêu tả khoa học năm 1939.